# فيرجن فوياجيز
فيرجن فوياجيز (بالإنجليزية: Virgin Voyages) هي شركة سفن سياحية يقع مقرها الرئيسي في بلانتيشن،فلوريدا. تمتلك ثلاث سفن في الأسطول الحالي، وأخرى قيد الطلب، جميعها بسعة تبلغ حوالي 2700 مسافر لكل منها. بدأت السفينة الأولى سكارليت ليدي في الإبحار في 6 أغسطس من بورتسموث على مسارات المملكة المتحدة فقط. ثم بدأت سكارليت ليدي العمل من ميناء ميامي في أكتوبر 2021، وتبحر بشكل أساسي في رحلات بحرية لمدة أربع إلى خمس ليالٍ في منطقة البحر الكاريبي.

## نبذة
طرح المدير التنفيذي لمجموعة فيرجن نيرمال سافيريموتو، والرئيس التنفيذي لشركة ذي وورلد توم مكألبين في عام 2011، تصورًا لخط رحلات بحرية مستوحى من علامة فيرجن التجارية تستهدف فئة الشباب. في 4 ديسمبر 2014 أعلنت مجموعة فيرجن عن تأسيس شركة فيرجن كروزس. وتعيين توم مكألبين رئيسًا ومديرًا تنفيذيًا. يتكون اسطولها من سفينتين وسيكون مقرها الرئيسي في منطقة ميامي فورت لودرديل.
افتتحت شركة فيرجن فوياجيز مقرها الرئيسي في بلانتيشن في فبراير 2018. واعلنت في نوفمبر 2018 عن أنها ستبني المحطة V، وهي محطة جديدة تبلغ مساحتها 100000 قدم مربع في ميناء ميامي تقدر قيمتها بـ 150 مليون دولار أمريكي.
تأخر الاطلاق الفعلي لرحلات الشركة المقرر له في 1 أبريل 2020 بالرحلة الأولى لـ سكارليت ليدي، وذلك نتيجة لتأثير جائحة فيروس كورونا، حيث تأجل الاطلاق لعدد من المرات. وانطلقت أول رحلاتها في 6 أغسطس 2021 من ميناء بورتسموث.

## اسطول الشركة
| السفينة      | العلم   | دخول الخدمة | الحمولة الاجمالية | سعة الركاب | بناء السفينة | ملاحظة                               | صورة |
| ------------ | ------- | ----------- | ----------------- | ---------- | ------------ | ------------------------------------ | ---- |
| سكارليت ليدي | باهاماس | 2020        | 110٬000 GT        | 2،700      | فينكانتييري  | تأخر الإطلاق بسبب جائحة فيروس كورونا |      |
| فالينت ليدي  | باهاماس | 2021        | 110٬000 GT        | 2،700      | فينكانتييري  |                                      |      |
| رزيلينت ليدي | باهاماس | مايو 2023   | 110٬000 GT        | 2،700      | فينكانتييري  | تأخر حتى الربع الثاني من 2023        |      |

## روابط خارجية
- الموقع الرسمي